# Camilla Laureti
Camilla Laureti (ur. 20 maja 1975 w Rzymie) – włoska polityk i działaczka samorządowa, deputowana do Parlamentu Europejskiego IX i X kadencji.

## Życiorys
W wieku 20 lat przeniosła się na stałe do Spoleto, gdzie zajęła się prowadzeniem winnicy. Ukończyła historię na Uniwersytecie Rzymskim „La Sapienza”. Pracowała jako dziennikarka w stacji Radio Città Futura. Później zajmowała się komunikacją polityczną, pracując m.in. dla prezydenta Lacjum i organizacją Italia Futura Carla Calendy. Pełniła funkcję asesora do spraw kultury i turystyki w administracji miejskiej Spoleto. Bezskutecznie ubiegała się o urząd burmistrza, zasiadła natomiast w radzie miejskiej Spoleto.
W 2019 bez powodzenia kandydowała w wyborach europejskich. Wstąpiła do Partii Demokratycznej, stanęła na jej czele w prowincji Perugia. W styczniu 2022 objęła mandat posłanki do PE IX kadencji, zastępując zmarłego Davida Sassolego. Przystąpiła do grupy Postępowego Sojuszu Socjalistów i Demokratów. W 2024 została wybrana na kolejną kadencję Europarlamentu.